# Margarita Retuerto Buades
Margalida Retuerto Buades (Palma, 10 de novembre de 1944 - Madrid, 2 de desembre de 2005) va ser una política i advocada mallorquina.

## Biografia
Era una filla de pare militar. Es llicencià en Dret per la Universitat Complutense de Madrid (1962-67) i estudià un Màster en Comunitats Europees i Dret Comunitari a la Universitat Politècnica de Madrid (1991). Advocada de professió i amb diversos títols en dret comunitari, aeronàutic, urbanístic, sanitari i dret humà, publicà diversos treballs i consolidà la seva carrera a través d'una gran trajectòria en càrrecs amb responsabilitat institucional. A banda, realitzà tasques de docència en diverses universitats.
Fou cap de la secretaria tècnica del Grup Parlamentari Popular del Congrés dels Diputats (1978-82) i adjunta segona (1983) i adjunta primera (1989) del Defensor del Poble. Ocupà (1993-94) el càrrec de Defensora del Poble de forma interina i, un cop destituïda per la designació de Fernando Álvarez de Miranda, recuperà el seu lloc d'adjunta primera en el que romandria fins al 1996. Membre electe (1995) de la Comissió Internacional de Juristes i membre del seu Comitè Executiu i de l'Assemblea de la Secció Espanyola. Fou la primera directora europea de l'Institut Internacional del Defensor del Poble.
Experta en Drets Humans, participà activament en nombrosos congressos i seminaris en el marc de les Nacions Unides, el Consell d'Europa, el Parlament Europeu i la Conferència Europea de Cooperació i Seguretat. Actuà en algunes ocasions en representació del Consell General de Poder Judicial. Aquestes representacions la dugueren a ser membre del Comitè Espanyol contra el Racisme i del Comitè Nacional del 50 aniversari de la declaració dels Drets Humans. La seva trajectòria professional la dugué a ser membre de diverses fundacions, entre elles, fou patrona de la Fundació AEquitas (Fundació del Consell General del Notariat per a l'ajuda de les persones necessitades d'especial protecció).
Mare de tres fills, veié la seva vida personal marcada per dues malalties: el diagnòstic d'Alzheimer que rebé el seu marit als 56 anys i el diagnòstic propi de càncer. La malaltia del seu marit la dugué a col·laborar amb l'Associació de Familiars de Malalts d'Alzheimer, de la que fou vicepresidenta. Amb relació a l'Alzheimer, Margarita publicà també un llibre per compartir l'experiència i plantejar els problemes ètics que, com a cuidadora, s'havia plantejat. Margarita morí el dia 2 de desembre de 2005, als 61 anys, quan ocupava el càrrec de Defensora del Pacient de la Comunitat de Madrid (el 2002 havia estat nomenada primera Defensora del Pacient de dita Comunitat).
Obtingué, durant la seva trajectòria professional i humana, diverses condecoracions entre les quals hi ha la medalla d'Or de la Creu Roja, atorgada per la seva tasca en defensa dels drets dels estrangers, asil i refugi, i la Gran Cruz de San Raimundo de Peñafort, la màxima distinció de l'àmbit jurídic. El 2006, el Govern de les Illes Balears li concedí el premi Ramon Llull a títol pòstum. Entre els seus èxits professionals destaca que va aconseguir que quan ingressava un adult malalt d'Alzheimer, pogués estar sempre acompanyat per un familiar.

## Obra
- Mi vida junto a un enfermo de Alzheimer (2003)